# Yoo Jeong-yeon
Đây là một tên người Triều Tiên, họ là Yoo.
Yoo Kyeong-wan (tiếng Hàn: 유경완), sau đổi thành Yoo Jeong-yeon (tiếng Hàn: 유정연; sinh ngày [1 tháng 11 năm 1996), thường được biết đến với nghệ danh Jeongyeon (tiếng Hàn: 정연), là một nữ ca sĩ người Hàn Quốc. Cô là thành viên của Twice, nhóm nhạc nữ Hàn Quốc do JYP Entertainment thành lập và quản lý.

## Tiểu sử
Jeong-yeon sinh ngày 1 tháng 11 năm 1996 tại Suwon, Gyeonggi-do, Hàn Quốc với tên khai sinh là Yoo Kyung-wan. Có 2 chị gái, trong số đó có diễn viên Gong Seung-yeon. Cha là đầu bếp từng làm việc cho Kim Dae-jung, cựu tổng thống Hàn Quốc. Jeong-yeon đã tham gia các lớp học thể dục nhịp điệu và phát triển sở thích ca hát và nhảy múa.

## Sự nghiệp

### Trước khi ra mắt
Chính thức gia nhập JYP Entertainment sau khi vượt qua buổi thử giọng Audition 6 của JYP Entertainment vào ngày 1 tháng 3 năm 2010. Cùng với Nayeon và Jihyo, đã được chọn là thành viên ra mắt trong nhóm nhạc có tên là 6MIX. Dự án này đã bị hủy bỏ bởi vì có những thành viên đã quyết định rời khỏi công ty.

### 2015–:Sixteen, Twice và hoạt động cá nhân
Năm 2015, Jeongyeon tham gia chương trình sống còn Sixteen nhằm chọn ra các thành viên cuối cùng của nhóm nhạc nữ Twice. Trong tập cuối, Jeongyeon chính thức được chọn trở thành thành viên của Twice.
Jeongyeon và chị gái, Seung-yeon trở thành MC của chương trình Inkigayo từ ngày 3 tháng 7 năm 2016 đến ngày 22 tháng 1 năm 2017, và đã thắng giải Newcomer Award tại 2016 SBS Entertainment Awards.

## Đời tư

### Sức khỏe
Vào ngày 17 tháng 10 năm 2020, JYP Entertainment thông báo rằng Jeongyeon sẽ tạm dừng mọi hoạt động vì chứng rối loạn lo âu. Jeongyeon tiếp tục các hoạt động của mình từ ngày 31 tháng 1 năm 2021 tại Seoul Music Awards lần thứ 30. Vào ngày 18 tháng 8 năm 2021, JYP Entertainment thông báo rằng Jeongyeon sẽ tạm dừng mọi hoạt động lần thứ 2 vì chứng rối loạn hoảng sợ và rối loạn lo âu.

## Video

### Âm nhạc
| Năm  | Video âm nhạc              | Nghệ sĩ | Vai      |
| ---- | -------------------------- | ------- | -------- |
| 2015 | Like OOH-AHH               | Twice   | Bản thân |
| 2016 | Cheer Up                   | Twice   | Bản thân |
| 2016 | TT                         | Twice   | Bản thân |
| 2017 | Knock Knock                | Twice   | Bản thân |
| 2017 | Signal                     | Twice   | Bản thân |
| 2017 | One More Time              | Twice   | Bản thân |
| 2017 | Likey                      | Twice   | Bản thân |
| 2017 | Heart Shaker               | Twice   | Bản thân |
| 2017 | Merry & Happy              | Twice   | Bản thân |
| 2018 | Candy Pop                  | Twice   | Bản thân |
| 2018 | Brand New Girl             | Twice   | Bản thân |
| 2018 | Wake Me Up                 | Twice   | Bản thân |
| 2018 | What is Love?              | Twice   | Bản thân |
| 2018 | I Want You Back            | Twice   | Bản thân |
| 2018 | Dance The Night Away       | Twice   | Bản thân |
| 2018 | BDZ                        | Twice   | Bản thân |
| 2018 | The Best Things I Ever Did | Twice   | Bản thân |
| 2019 | Fancy                      | Twice   | Bản thân |
| 2019 | Happy Happy                | Twice   | Bản thân |
| 2019 | Breakthrough               | Twice   | Bản thân |
| 2019 | Feel Special               | Twice   | Bản thân |
| 2019 | Fake & True                | Twice   | Bản thân |
| 2020 | More & More                | Twice   | Bản thân |
| 2020 | Fanfare                    | Twice   | Bản thân |
| 2020 | I Can't Stop Me            | Twice   | Bản thân |
| 2020 | Better                     | Twice   | Bản thân |
| 2021 | KuraKura                   | Twice   | Bản thân |
| 2021 | Alcohol Free               | Twice   | Bản thân |
| 2021 | Perfect World              | Twice   | Bản thân |
| 2021 | The Feels                  | Twice   | Bản thân |
| 2021 | SCIENTIST                  | Twice   | Bản thân |
| 2021 | Doughnut                   | Twice   | Bản thân |
| 2022 | Celebrate                  | Twice   | Bản thân |
| 2022 | Talk that Talk             | Twice   | Bản thân |

### Video âm nhạc đã xuất hiện
| Năm  | Video âm nhạc     | Nghệ sĩ        | Vai      |
| ---- | ----------------- | -------------- | -------- |
| 2014 | Girls Girls Girls | GOT7           | Bản thân |
| 2015 | Only You          | miss A         | Bản thân |
| 2016 | Fire              | Park Jin-young | Bản thân |

## Phim

### Chương trình phát sóng
| Năm       | Tiêu đề              | Mạng lưới | Vai trò          | Ghi chú                                  |
| --------- | -------------------- | --------- | ---------------- | ---------------------------------------- |
| 2015      | Sixteen              | Mnet      | Thí sinh         | Chương trình sống còn để thành lập Twice |
| 2016      | Muscle Queen Project | KBS       | Thí sinh         |                                          |
| 2016      | Law of the Jungle    | SBS       | Bản thân         |                                          |
| 2016–2017 | Inkigayo             | SBS       | Dẫn chương trình | Với Gong Seung-yeon                      |

## Đĩa nhạc
| Năm  | Bài hát          | Album         | Với       |
| ---- | ---------------- | ------------- | --------- |
| 2017 | Love Line        | Twicetagram   | N/A       |
| 2018 | Sweet Talker     | What Is Love? | Chaeyoung |
| 2018 | LaLaLa           | Yes or Yes    | N/A       |
| 2019 | 21:29            | Feel Special  | Twice     |
| 2020 | Sweet Summer Day | More & More   | Chaeyoung |
| 2022 | Celebrate        | Celebrate     | Twice     |
| 2024 | Bloom            | With You-th   | N/A       |

### Xuất hiện trong nhạc phim
| Tiêu đề                                      | Năm  | Album          |
| -------------------------------------------- | ---- | -------------- |
| "Like a star (별처럼)" (với Gong Seung-yeon) | 2018 | My Dream Class |

## Giải thưởng và đề cử
| Năm  | Giải thưởng                   | Hạng mục                                     | Tác phẩm được đề cử | Kết quả   |
| ---- | ----------------------------- | -------------------------------------------- | ------------------- | --------- |
| 2016 | 10th SBS Entertainment Awards | Newcomer Award (Female) with Gong Seung-yeon | Inkigayo            | Đoạt giải |